# 장보고 해산
장보고 해산은 태평양에 있는 해산이다. 제22차 국제해저지명위원회에서 등재되었다. 수심 6천m에 있으며 높이는 4천600m에 달한다.